# 赫沃德
赫沃德是德国石勒苏益格－荷尔斯泰因州的一个市镇。总面积2.94平方公里，总人口68人，其中男性41人，女性27人（2011年12月31日），人口密度23人/平方公里。